# Ichneumon obscurator
Ichneumon obscurator är en stekelart som beskrevs av Georg Wolfgang Franz Panzer 1804. Ichneumon obscurator ingår i släktet Ichneumon och familjen brokparasitsteklar. Inga underarter finns listade i Catalogue of Life.